# 張昌辰
张昌辰（？—？），字漢明，號對文，浙江台州府临海縣人。

## 生平
為諸生二十年，以善治春秋闻名。万历三十一年（1603年）癸卯科浙江乡试举人，四十一年（1613年）癸丑科進士，除豐城令。豐城為洪都下邑，世族巨宦播虐細民。昌辰下車，廉得尚書某者侵民舍旁隙地，僉憲某者斂債入民子女，即詣撫按，具白其事，下昌辰勘問，據律定案，諸貴俛首無辭，豪右為之斂跡。